# باتريك كونواي
باتريك إتش كونواي Patrick H. Conway (من مواليد 1974) هو طبيب أمريكي ومدافع عن تحول النظام الصحي والابتكار في القطاعين العام والخاص. وهو طبيب أطفال ممارس عمل سابقًا في مستشفى سينسيناتي للأطفال والمركز الطبي الوطني للأطفال. كان كبير المسؤولين الطبيين والقائم بأعمال المدير في مراكز الرعاية الصحية والخدمات الطبية (CMS) حيث قاد جهود تحسين جودة الرعاية للأمة. كما عمل كونواي كمدير لمركز الابتكار في الرعاية الطبية والرعاية الطبية، وكان مسؤولعن نماذج الدفع الوطنية الجديدة للرعاية الطبية والرعاية الطبية والتي تركز على الجودة الأفضل والتكاليف المنخفضة.

## السيرة الذاتية
وُلِد في في كوليج ستيشن، تكساس عام 1974 وكان أصغر أربعة أطفال. كان والده أستاذ للكيمياء وكانت والدته عميدة مساعدة في كلية إدارة الأعمال. حصل على درجة البكالوريوس من جامعة تكساس إيه آند إم، وتلقى تعليمه في كلية بايلور للطب، ثم أكمل إقامته في مستشفى بوسطن للأطفال.
فعام 2007 جاء كونواي إلى واشنطن كزميل في البيت الأبيض وعمل لدى وزير الصحة والخدمات الإنسانية آنذاك مايكل أوكرلوند ليفيت. شغل منصب نائب مدير الابتكار والجودة لمراكز الرعاية الطبية والخدمات الطبية من مايو 2011 إلى سبتمبر 2017 وانضم إلى شركة بلو كروس بلو شيلد في ولاية كارولينا الشمالية في أكتوبر 2017. كان كونواي الرئيس التنفيذي لشركة بلو كروس ما بين عمي 2017-2019، وكان الرئيس التنفيذي لشركة كير سوليوشنز في شركة أوبتوم من عام 2019 إلى عام 2023، وشغل منصب الرئيس التنفيذي لشركة أوبتوم آر إكس منذ عام 2023.

## المناصرة
يعد كونواي من دعاة خدمات الرعاية الصحية القائمة على القيمة. قدم نماذج دفع جديدة للمستشفيات والأطباء في إطار برنامج الرعاية الطبية وقاد الجهود لقياس جودة الرعاية التي يقدمها المتخصصون في الرعاية الصحية، داعياً إلى دفع أجور مقدمي الرعاية الصحية مقابل نتائج الرعاية المقدمة بدلاً من نموذج الرسوم مقابل الخدمة. ساعد كونواي أيضا في إنشاء منظمات الرعاية المسؤولة (ACOs) وبرنامج الادخار المشترك لبرنامج الرعاية الطبية، وقاد مركز ابتكار CMS لتحويل برنامج الرعاية الطبية، والانتقال من المدفوعات الصفرية في نماذج الدفع البديلة القائمة على القيمة إلى أكثر من 30٪ من مدفوعات برنامج الرعاية الطبية.

## إدانة القيادة تحت تأثير الكحول
في 22 يونيو 2019 تم اتهام كونواي بالقيادة بشكل غير منتظم على الطريق السريع 85 مع ابنتيه، اللتين تبلغان من العمر 7 و9 سنوات.  قام أحد سائقي السيارات بتصوير سيارة كونواي وهي تنحرف داخل وخارج حركة المرور، لتصطدم في النهاية بمقطورة جرار. وذكرت المحطة أن الضباط أجروا اختبارات الرصانة الميدانية، وواجه كونواي صعوبة في الحفاظ على توازنه أثناء الاختبارات. في مركز الشرطة، كونواي رفض الخضوع لاختبار الكحول في التنفس وبدأ في الشتائم. تمت إدانته في ولاية كارولينا الشمالية في 8 أكتوبر 2019. لم يصب أحد بأذى في الحادث.
استقال كونواي من منصبه كرئيس تنفيذي شركة بلو كروس بلو شيلد في ولاية كارولينا الشمالية في 25 سبتمبر 2019 بعد اعتقاله. وفي استقالته، ذكر كونواي أنه يشعر بالخجل والحرج بسبب أفعاله وتعهد بالعمل الجاد لاستعادة الثقة التي فقدها بسبب أفعاله.

## الجمعيات والاعتراف
كونواي عضو مجلس إدارة في منظمات خاصة مثل Aledade و Intarcia Therapeutics و Duke-مركز مارغوليس للسياسة الصحية و Help at Home و Sound Physicians، كما أنه عضو في الأكاديمية الوطنية للطب منذ 2014. وقد حصل على جائزة الرئيس للمدير التنفيذي المتميز وجائزة الخدمة المتميزة لوزير الصحة والخدمات الإنسانية. وهو أستاذ مساعد في كلية بيرلمان للطب ونشر أكثر من 100 مقال تمت مراجعته من قبل الأقران حول سياسة الرعاية الصحية والدفع القائم على القيمة والابتكار وتحويل نظام التسليم ومواضيع الرعاية الصحية الأخرى.